# Chromadorina erythropthalma
Chromadorina erythropthalma är en rundmaskart. Chromadorina erythropthalma ingår i släktet Chromadorina, och familjen Chromadoridae. Arten är reproducerande i Sverige.